# Муромський район
Муромський район (рос. Муромский район) — адміністративна одиниця Росії, Владимирська область. До складу району входить 2 сільських поселення. Район включає 90 населених пунктів.
Адміністративний центр — місто Муром, котре саме не входить до складу району і утворює окремий Муромський міський округ.

## Історія
Район утворений 14 січня 1929 року в складі Муромського округу Нижегородської області.
11 травня 2005 року відповідно до Закону Владимирської області № 52-ОЗ район наділений статусом муніципального району, у складі якого утворені 2 сільських поселення.

## Населення
| 1939    | 1959    | 1970    | 1979    | 1989    | 2002    | 2009    |
| ------- | ------- | ------- | ------- | ------- | ------- | ------- |
| 114 417 | ↘50 552 | ↘44 132 | ↘36 171 | ↘29 975 | ↘26 382 | ↘24 744 |
| 2010    | 2011    | 2012    | 2013    | 2014    | 2015    | 2016    |
| ↘15 835 | ↘15 821 | ↗16 305 | ↘16 191 | ↗16 271 | ↘16 049 | ↘16 025 |
| 2017    | 2018    |         |         |         |         |         |
| ↗16 031 | ↘15 898 |         |         |         |         |         |